# 5120 Bitias
Az 5120 Bitias (ideiglenes jelöléssel 1988 TZ1) egy kisbolygó a Naprendszerben. Carolyn Shoemaker fedezte fel 1988. október 13-án.